# Гримберг, Тина
Тина Гримберг (род. 1963, Киев) — раввин, представительница реконструктивистского иудаизма, проживающая в Торонто, Онтарио, Канада. С 2008 года она является лидером межрелигиозного диалога с мусульманами и христианами в Онтарио. Гримберг принимала активное участие в движении против бедности в Канаде.

## Юность и молодость
Гримберг родилась в 1963 году в Киеве, Украина. Её семья переехала в Соединённые Штаты Америки, когда ей было шестнадцать лет, и она сразу же присоединилась к еврейской общине Индианаполиса. У неё развился страстный интерес к еврейскому наследию, которое было так труднодоступно в её детстве.

## Раввинская школа
Сначала Гримберг училась и работала семейным терапевтом, специализируясь на женских проблемах и домашнем насилии. После обучения в Еврейском институте религии Еврейского колледжа при Еврейском союзе, она получила раввинский сан в 2001 году. В течение пяти лет обучения в раввинской школе она работала стажёром в Конгрегации Бет Элохим в Бруклине, Нью-Йорк. В тот же период она проводила семинары для межконфессиональных пар в Еврейском общинном центре Верхнего Вест-Сайда.

## Раввинская жизнь
После посвящения Гримберг служила помощницей раввина в Конгрегации Бет Элохим в Нью-Йорке. Позже Гримберг вышла замуж за канадца Моше Шизгала, и они переехали в Канаду. С 2002 года она является раввином в Конгрегации Дархей Ноам, реконструктивистской синагоге Торонто.
В 2006—2007 годах она начала кампанию против насилия над женщинами в еврейской общине в партнёрстве с Еврейской службой семьи и детей в Торонто и Международным объединением евреек Канады. В 2008 году она стала членом Межконфессиональной коалиции по реформированию социальной помощи (ISARC). В марте 2009 года она принимала участие в многоконфессиональном молитвенном бдении перед парламентом Онтарио в знак солидарности с бедняками Торонто. 18 ноября 2010 года Форум ISARC собрал 75 религиозных лидеров по поводу текущих стратегий борьбы с бедностью. Это событие привлекло внимание христиан, мусульман и иудеев из таких регионов как Ошава, Торонто и Оттава.

## Произведения
Книга Гримберг «Советское детство за пределами» (Out of Line Growing Up Council) была опубликована в издательстве «Tundra Books» в октябре 2007 года. Это автобиографическое произведение представляет взгляд на жизнь молодой еврейской девушки, которая росла с семьёй в Киеве в 1960-х и 1970-х годах. Книга получила многочисленные награды в Канаде, в частности, Мемориальную премию Фрэнсис и Самуэля Стайн в области молодёжной литературы и Бронзовую премию «Книга года» от журнала «Foreword».